# Iron and Steel Corporation
Die Iron and Steel Corporation Ltd., abgekürzt ISCOR, war ein 1928 gegründetes halbstaatliches Industrieunternehmen in Südafrika, das über mehrere Jahrzehnte den Kern der nationalen Stahlindustrie des Landes verkörperte. Teile des ehemaligen Staatskonzerns gingen ab März 2005 durch eine Übernahme in der Mittal Steel South Africa Ltd. auf und ab Oktober 2006 zu ArcelorMittal South Africa über, das zu dem in Luxemburg ansässigen Unternehmen ArcelorMittal gehört.

## Geschichte

### Vorgeschichte
Die Güterproduktion auf dem Gebiet Südafrikas war vor der Gründung der Südafrikanischen Union im Jahre 1910 verhältnismäßig stark eingeschränkt. Viele technische Produkte und Ausrüstungen mussten importiert werden, überwiegend aus England. Die Herstellung technischer bzw. maschineller Produkte war auf den Bedarf der überwiegend landwirtschaftlich ausgerichteten Wirtschaftsstruktur beschränkt.
Erst die Entdeckung der Diamanten- und Goldlagerstätten erzeugte durch die entstehende Montanindustrie einen erheblich ansteigenden Bedarf an technischer Ausrüstung, in dessen Folge sich ein schnell wachsendes Eisenbahnnetz bildete. Diese Entwicklung förderte den Wunsch, die Importabhängigkeit der südafrikanischen (britischen) Kolonialwirtschaft von europäischen Herstellern zu senken und eine auf inländischer Rohstoffbasis arbeitende Stahl- und Maschinenbauindustrie zu schaffen.
Zu den früh entstandenen Unternehmen dieses Sektors zählten die Witwatersrand Co-operative Smelting Works (1909 gegründet), George Holt & Co. Ltd. (1910), Cartwright & Eaton Ltd. (1911) sowie die Union Steel Corporation (1911) in Vereeniging, die sich wegen des fehlenden Eisenbergbaus überwiegend mit der Schrottverwertung befassten. Erst ab 1916 gab es nennenswerte Bemühungen zur Nutzung von einheimischen Eisenerzvorkommen. In erster Linie war es die Pretoria Iron Mines Ltd. (gegründet 1916) unter Beteiligung von Cornelis F. Delfos, ferner Lewis & Marks in Vereeniging sowie M. Eaton in Newcastle (Natal), die erste industrielle Abbauaktivitäten entfalteten. Zwischen 1920 und 1924 gab es Bestrebungen, die verschiedenen Interessen innerhalb dieses Industriesektors zu bündeln und mit der Schaffung eines größeren privatwirtschaftlichen Unternehmens die lokalen Eisenerzvorkommen effektiver nutzen zu können. Diese Versuche scheiterten nach der Parlamentswahl von 1924, in deren Folge die neue Regierung unter Premierminister Barry Hertzog eine Industrieentwicklung unter staatlicher Federführung favorisierte.

### Gründung und Entwicklung
Die Gründung der ISCOR erfolgte auf der Grundlage des Iron and Steel Industry Act (Act No. 11 / 1928) als Aktiengesellschaft mit dem Namen South African Iron & Steel Corporation. Die Mehrheit, 51 Prozent des Aktienkapitals befanden sich in Verwaltung des Governor-General der Südafrikanischen Union. Die Minderheitsanteile befanden sich in privater Hand. Das Gründungskapital umfasste umgerechnet 7 Millionen Rand. Die Unternehmensleitung bestand zu diesem Zeitpunkt aus sieben Direktoren, von denen vier durch die Regierung und die anderen drei durch die Aktionäre berufen wurden.
Der erste Hochofenabstich bei Pretoria Works erfolgte am 4. April 1934. Die später eintretende Kriegswirtschaft bescherte der ISCOR eine gute Auftragslage und bereitete die Basis für den weiteren industriellen Ausbau. Das Walzwerk Vanderbijlpark Works ging 1943 in Betrieb und lieferte Bleche für Schiffswerften und zum Bau gepanzerter Fahrzeuge für Südafrikas Kriegsbeteiligung. Nach Kriegsende erfolgte ein Ausbau dieses Walzwerkstandortes, der 1947 für Auftraggeber produzierte.
Bis 1939 konnten die Betriebsstätten der ISCOR stabil arbeiten. Ein großer Teil des ausgebildeten Personal waren Deutsche, die über Kontraktverträge in die Südafrikanische Union gekommen waren. Als sich die Smuts-Regierung nach Beginn des Zweiten Weltkriegs auf die Seite der Kriegsalliierten stellte, wurden die deutschen Mitarbeiter interniert. Es verblieben viele wenig oder nicht ausgebildete Mitarbeiter in den Werken. Ausgebildete Südafrikaner dienten dagegen in den südafrikanischen Streitkräften. Das stellte das Unternehmen auf eine harte Probe.
In den 1950er Jahren begann sich in Vanderbijlpark, ein großes industrielles Township 7 Meilen westlich von Vereeniging, ein zweiter Eisenhüttenstandort herauszubilden. Mit den Standorten in Pretoria und Vanderbijlpark konnte die ISCOR zeitweilig 90 Prozent des inländischen Stahlbedarfs decken. Die Regierung schuf parallel zu ISCOR mit der African Metals Corporation (Amcor) ein weiteres Staatsunternehmen, dass Lagerstättenerkundungen durchführte und verschiedene Serviceleistungen für die Stahlproduktion bereitstellte.
1971 entstand in Newcastle ein weiteres Stahlwerk.
Im November 1989 erfolgte die vollständige Privatisierung von ISCOR. Die Aktien des Unternehmens waren bei der Johannesburg Stock Exchange gelistet. Mitte 1991 kaufte ISCOR die Stahlbranche der Union Steel Corporation (USCO), woraus später Vereeniging Works wurde.
Gemeinsam mit der Industrial Development Corporation entstand 1996 ein Projekt zum Bau der Saldanha Steel Mill. Das Stahl- und Walzwerk am Rande der Lagune von Langebaan (nahe der Saldanha Bay) wurde 1998 in Betrieb genommen und startete seine Produktion 1999.
Im Dezember 2001 erfolgte eine Umstrukturierung des Stahl- und Bergbaukonzerns. Daraus entstanden zwei Metallurgieunternehmen, die ISCOR und die Kumba Resources (ehem. Iscor Mining Division). Die für die Stahlproduktion essentiell bedeutsamen Bergbaubereiche, wie Kohle, Zink, Mineralsande und weitere Industrieminerale, sowie zwei Eisenerzbergbaubetriebsstätten und Abbaurechte für Schwermineralsande gingen an Kumba Resources.

## Eisenerzbergbau durch ISCOR
Zu ISCOR gehörte auch die Sishen Iron Ore Mine bei Sishen, wo seit 1953 eine vorbereitende Erzaufbereitung im Trockenverfahren stattfand. Das ist der größte Eisenerztagebau Südafrikas. Der Erzabbau nahm hier seit 1975 einen steilen Anstieg. Im Jahre 1961 erfolgte eine Technologieumstellung in der Aufbereitung zu Gunsten eines Nassverfahrens. Diese Anlagen, als South Plant bezeichnet, wurden 1973 umfassend modernisiert. 
Die Rohstoffkonzentrate gelangten mit Hilfe der Eisenbahn zur Verhüttung in Vanderbijlpark Works (Schienentransport 690 km) und zum Hochofenstandort Newcastle Works (Schienentransport 1000 km) in der Provinz Natal, letzteren hatte ISCOR von Samancor übernommen.
Eine weitere Aufbereitungsstätte für den Export von Eisenerz, das North Plant bei Kathu, wurde seit 1973 aufgebaut und ging 1976 Betrieb. Hier besteht ein ausgedehntes Vorkommen von Hämatit in einer BIF-Lagerstätte. Spätere Rationalisierungsmaßnahmen führten 1984 zur Schließung des South Plant. Die eigens für diesen Erzexport errichtete Bahnstrecke Sishen–Saldanha transportiert seither das Produkt zum Hafen Saldanha an der Atlantikküste. 
Einen weiteren größeren Erzabbau betrieb ISCOR mit der Thabazimbi Iron Ore Mine im Nordwesten der damaligen Provinz Transvaal bei Thabazimbi (heute in der Provinz Limpopo liegend). Die Lagerstättenerschließung begann 1931 und die Erzproduktion wurde im Jahre 1933 aufgenommen. Die Gewinnung erfolgte sowohl im Tage- als auch im Tiefbau.